# نعمة حسن
نعمة حسن، والمعروفة مهنيًا باسم نعمة سيس هي مغنية وكاتبة أغاني فلسطينية كندية من مدينة تورنتو، أونتاريو.

## وقت مبكر من الحياة
نعمة حسن، المولودة في أونتاريو بكندا، نشأت في مزرعة ببلدة ميلتون، وهي ابنة مهاجر فلسطيني.

## حياة مهنية
بدأت نعمة حسن مسيرتها المهنية على منصة تيك توك، حيث كانت تنشر مقاطع فيديو عن الجمال والموضة تستهدف النساء المسلمات، إلى جانب مقاطع فيديو عرضية لها وهي تغني أغاني أديل.
بعد أن تعرضت للاستغلال من قبل شركة وظفتها لحملة إعلانية ثم لم تدفع لها أجرها، أصدرت في يونيو 2021 أول أغنية فردية أصلية لها وفيديو بعنوان "ماذا لو خلعته من أجلك؟"، والتي تناولت المواقف الاجتماعية تجاه النساء المسلمات اللاتي يرتدين الحجاب. بعد ذلك، أصدرت أغنيتي "Paper Thin" المنفردتين في أكتوبر 2021 و"Dollar Signs" في يناير 2022، قبل إصدار وتنزيل ألبومها المصغر (EP) الذي حمل عنوان eleven achers في مارس 2022.
ثم تابعت نعمة حسن ذلك بإصدار أغنيتين فرديتين جديدتين، ليستا جزءًا من الألبوم المصغر (EP)، وهما "Criminal" في أكتوبر 2022، و"I Wanna Be Your Right Hand" في فبراير 2023. في مايو 2024، أصدرت نعمة حسن أغنيتها المنفردة الأولى "Stick of Gum" كجزء من ألبومها القادم. تم تصوير الفيديو الموسيقي لهذه الأغنية بالكامل في مسقط رأس عائلتها بمدينة أريحا في الضفة الغربية. وقد اختار محررو سبوتيفاي الأغنية لتكون واحدة من أفضل أغاني عام 2024 
في 13 سبتمبر [من العام الماضي]، أصدرت نعمة حسن ألبومها الأول بشكل مستقل بعنوان Verbathim. صرحت حسن بأن عنوان الألبوم، "Verbathim هي مجرد كلمة verbatim باستثناء أن هناك من يمسك لساني"، يرمز إلى الرقابة التي واجهتها. في مارس 2025، فازت نعمة سيس بجائزة جونو: الفنان المتميز لهذا العام وألبوم "Verbathim" بجائزة ألبوم بديل لهذا العام، وذلك خلال حفل توزيع جوائز Juno لعام 2025.

## النشاط
في 12 أكتوبر 2023، بعد وقت قصير من هجوم حماس على إسرائيل في 7 أكتوبر، أعلنت المغنية نعمة حسن عبر وسائل التواصل الاجتماعي أن شركتها أسقطتها من قائمتها، مشيرةً إلى أنها "فنانة فلسطينية، لكونها مؤيدة لفلسطين". تضمنت منشوراتها اللاحقة تقديمًا لأغنية "Team" للفنانة النيوزيلندية لورد، مرفقًا بصور من غزة قبل وبعد القصف.

## ديسكوغرافيا

### الألبومات
- فيرباثيم (2024) [5]

## الجوائز والترشيحات
| جائزة       | سنة  | المرشحون / العمل (الأعمال) | فئة                        | نتيجة | م.    |
| ----------- | ---- | -------------------------- | -------------------------- | ----- | ----- |
| سوكان       | 2022 | "رقيقة كالورق"             | جائزة سوكان لكتابة الأغاني | رُشِّح   |       |
| جائزة بريزم | 2023 | نيماهسيس                   | جائزة الدقة العالية        | فوز   |       |
| جائزة بريزم | 2024 | "أريد أن أكون يدك اليمنى"  | جائزة الجمهور              | فوز   |       |
| جوائز جونو  | 2025 | نيماهسيس                   | كاتب الأغاني لهذا العام    | رُشِّح   | [ 7 ] |
| جوائز جونو  | 2025 | نيماهسيس                   | الفنان الرائد لهذا العام   | فوز   | [ 7 ] |
| جوائز جونو  | 2025 | فيرباثيم                   | ألبوم بديل لهذا العام      | فوز   | [ 7 ] |